# Шаймер, Брайан
Брайан Шаймер (англ. Brian Shimer; 20 апреля 1962, Нейплс, США) — американский бобслеист, выступавший за сборную США с 1985 года по 2002, участвовал в пяти зимних Олимпиадах. На Олимпийских играх в Солт-Лейк-Сити удостоился бронзовой медали и нёс знамя на церемонии закрытия.
Кроме того, Шаймер является обладателем трёх бронзовых наград Чемпионатов мира: одной в мужской двойке (1997) и двух в четвёрке (1993, 1997). Обладатель Кубка мира сезона 1992-3.
Закончил профессиональную карьеру после зимних Олимпийских игр 2002 года, но остался в большом спорте, став главным тренером мужской бобслейной сборной США.